# Локтев, Иван Яковлевич
Иван Яковлевич Локтев (1917—1943) — лейтенант Рабоче-крестьянской Красной Армии, участник Великой Отечественной войны, Герой Советского Союза (1943).

## Биография
Иван Локтев родился 18 сентября 1917 года в селе Донгуз (ныне — Балтайский район Саратовской области). После окончания неполной средней школы работал в колхозе. В сентябре 1938 года Локтев был призван на службу в Рабоче-крестьянскую Красную Армию. Участвовал в боях на реке Халхин-Гол. С августа 1942 года — на фронтах Великой Отечественной войны. Участвовал в Сталинградской и Курской битвах.
К сентябрю 1943 года гвардии лейтенант Иван Локтев командовал сапёрным взводом 106-го гвардейского отдельного сапёрного батальона 92-й гвардейской стрелковой дивизии 37-й армии Степного фронта. Отличился во время битвы за Днепр. 28 сентября 1943 года взвод Локтева успешно провёл инженерную разведку переправы через Днепр и захватил две лодки на западном берегу реки. Во время переправы основных сил Локтев руководил действиями своего взвода, успешно выполнив поставленную перед ним боевую задачу. 23 октября 1943 года он погиб в бою. Похоронен на хуторе Пасынковье Пятихатского района Днепропетровской области Украины.
Указом Президиума Верховного Совета СССР от 20 декабря 1943 года за «отвагу и мужество, проявленные при форсировании Днепра» гвардии лейтенант Иван Локтев посмертно был удостоен высокого звания Героя Советского Союза. Также был награждён орденами Ленина и Красной Звезды, медалью «За оборону Сталинграда».